# Lacaune
Lacaune – miejscowość i gmina we Francji, w regionie Oksytania, w departamencie Tarn.
Według danych na rok 1990 gminę zamieszkiwało 3117 osób, a gęstość zaludnienia wynosiła 34 osób/km² (wśród 3020 gmin regionu Midi-Pireneje Lacaune plasuje się na 109. miejscu pod względem liczby ludności, natomiast pod względem powierzchni na miejscu 22.).